# Souk El Thenine (Tizi Ouzou)
Pour les articles homonymes, voir Souk El Tenine.
Souk El Thenine (en kabyle : Ulzuz n Letnayen / en caractères tifinaghs : ⵓⵍⵣⵓⵣ ⵏ ⵍⴻⵜⴰⵉⵏ / en arabe : سوق الإثنين) est une commune de la wilaya de Tizi Ouzou, en Algérie.

## Géographie

### Localisation
La commune de Souk El Thenine est située au sud-ouest de la wilaya de Tizi Ouzou. Elle est délimitée :
|         | Tizi Ouzou      | Beni Zmenzer |
| Mâatkas | Souk El Thenine |              |
|         | Mechtras        | Tizi N'Tleta |

### Les villages de la commune
La commune de Souk El Thenine est composée de 18 villages :
- Agouni Boufal

- Aït Ahdou
- Aït Ali belkacem
- Aït Ali manseur
- Aït Amar
- Aït Izid
- Amalou
- Ichaouadhiyene
- Ighil Boulkadi
- Iguer Hammad
- Izaouiyen
- Izouaghène
- Moussa
- Sidi Ali Moussa
- Taarkoubt
- Thala Ou Malou

- Tighilt mahmoud

## Histoire
Le 19 juin 1852, Cherif Boubaghla, initiateur d'une révolte populaire, est blessé à la tête pendant un combat qui a eu lieu au village Thighilt Mahmoud dans la commune de Souk El Tenine. Depuis, ce lieu de combat est appelé par les villageois Vaghla, une manière d'honorer à jamais la mémoire du héros Boubaghla[réf. nécessaire].

## Économie
L'activité agricole est principalement tournée vers les cultures d'oliviers et de figuiers et de cerise dans Thighilt Mahmoud et Agouni boufal. On trouve aussi beaucoup d'éleveurs, orientés plus vers la production de viande que de lait. Le cheptel est constitué en majorité des bovins et ovins. La race bovine la plus représentée est la montbéliarde. Beaucoup de poulaillers voient le jour, dû à des aides financières et logistiques, de l'Etat mais aussi de la Commune. L'apiculture est aussi l'objet d'un essor important, beaucoup d'apiculteurs se sont lancés et beaucoup d'autres en ont une ferme intention.
L'industrie est composée de petites sociétés qui fabriquent des jus de fruits, des aliments pour le bétail ou encore des matériaux de construction.
Le bâtiment étant une forte activité dans la région. Souk el Tenine est aussi le lieu d'un marché connu, d'où le nom de la commune, qui se tient tous les lundis et jeudi. Les boutiques, quant à elles, sont surtout des boutiques d'alimentation générale, qu'on appelle des "hanouts". Mais on trouve aussi des parfumeries, des bijouteries, des vendeurs de textiles, des boucheries, etc.